# Miyabi Moriya
Miyabi Moriya (japanisch 守屋 都弥; * 22. August 1996 in Kanmaki, Präfektur Nara) ist eine japanische Fußballspielerin.

## Karriere

### Verein
Nachdem Moriya in ihrer Jugend beim Entrada SC, den Nara Katsuragi Girls und innerhalb der JFA Academy Fukushima spielte, schloss sie sich im Januar 2015 den INAC Kobe Leonessa an.

### Nationalmannschaft
Mit der U20 nahm sie an der Weltmeisterschaft 2016 teil und erreichte mit ihrem Team das Spiel um Platz drei, in dem man die USA mit 1:0 besiegte. Sie selbst erzielte bei diesem Turnier sowohl ein Tor als auch einen Assist.
Ihr Debüt in der A-Nationalmannschaft gab sie am 7. April 2023 bei einem 2:1-Freundschaftsspielsieg über Portugal, als sie zur zweiten Halbzeit für Saori Takarada eingewechselt wurde.
Am 13. Juni 2023 wurde sie für den finalen Kader bei der Weltmeisterschaft 2023 nominiert. Bei der WM, die für die Japanerinnen mit einer Viertelfinalniederlage gegen Schweden endete, wurde sie in zwei der fünf Spiele ihrer Mannschaft eingewechselt.